# Desolata Lakes
Die Desolata Lakes sind eine Gruppe dreier Seen auf Südgeorgien im Südatlantik. Sie liegen südlich des Mills Peak auf der Barff-Halbinsel.
Das UK Antarctic Place-Names Committee benannte sie 2014 in Anlehnung an die Benennung des Pachyptila Valley. Dessen Namensgeber ist der in dieser Umgebung brütende Taubensturmvogel (Pachyptila desolata).